# Doxapatres Boutsaras
Boutsaras Doxapatres (in greco Δοξαπατρής Βουτσαράς?; fl. XIII secolo) era un signore indipendente greco bizantino del Peloponneso centrale all'inizio del XIII secolo.
Il capoluogo dei suoi possedimenti era il Castello di Araklovon, che si trova vicino al villaggio di Minthi, nel Comune di Zacharo. Resistette agli attacchi dei Franchi della Quarta Crociata per diversi anni, finché non cadde definitivamente verso il 1210 e divenne parte del Principato di Acaia.
La sua eroica difesa della fortezza è riportata nella Cronaca della Morea, soprattutto nelle versioni latine, dove assume proporzioni sovrumane: si dice che abbia impugnato una mazza che nessun altro uomo avrebbe potuto sollevare e che la sua sola corazza pesasse 150 libbre. Si racconta anche di sua figlia, Maria Doxapatre, che si sarebbe gettata dalle mura del castello piuttosto che diventare l'amante di Guglielmo di Champlitte.
Doxapatres è un cognome.